# Parque Nacional de Göreme
Parque Nacional Histórico de Göreme (en turco, Göreme Tarihî Milli Parkı) es un parque nacional en el centro de Turquía. Ocupa una superficie de casi 100 km 2 y está ubicado en la provincia de Nevşehir. Se convirtió en Patrimonio de la Humanidad por la UNESCO en 1985 con el nombre de Parque Nacional de Göreme y Sitios Rupestres de Capadocia. El parque presenta un paisaje rocoso erosionado por el agua y el viento con una red de antiguos asentamientos subterráneos interconectados.

## Descripción
El parque nacional está situado en la región volcánica del monte Hasan y el monte Erciyes en Anatolia Central, en las cercanías de Ürgüp, Çavuşin y Göreme. La zona del parque está formada por mesetas y altas colinas, diseccionadas por arroyos y valles fluviales excavados por el agua, cuyos valles tienen laderas con pendientes pronunciadas. Una parte de esta accidentada zona está formada por basalto y gruesos lechos de toba. La toba es el resultado de cenizas emitidas por volcanes hace millones de años, que se solidificaron formando roca blanda y desde entonces han sido cubiertas por lava solidificada que forma una capa protectora. Esta se ha erosionado a lo largo de milenios para formar los acantilados multicolores, torres de roca, pilares, rocas en forma de tienda de camaña y formaciones rocosas de chimeneas de hadas presentes en el parque. Love Valley es conocido por sus chimeneas de hadas. Esta zona experimenta una precipitación anual de 380 mm y hay poca vegetación excepto en los corredores ribereños.
Los primeros signos de actividad monástica en Capadocia se remontan al siglo IV, cuando pequeñas comunidades anacoretas, siguiendo las enseñanzas de Basileios el Grande, obispo de Kayseri, comenzaron a habitar las celdas excavadas en la roca. Más tarde, las comunidades se refugiaron juntas en aldeas subterráneas para evitar los ataques de los árabes merodeadores.

## Viviendas subterráneas
La gente ha utilizado la blanda roca de toba para excavar viviendas subterráneas. Se cree que la actividad monástica más temprana en Capadocia tuvo lugar en el siglo IV, cuando los anacoretas comenzaron a excavar celdas en la roca. Para resistir a los saqueadores árabes, unieron estas células y crearon comunidades subterráneas, con capillas, almacenes y viviendas. De esta manera se fueron desarrollando pueblos y pequeñas ciudades, y hacia el año 842 las iglesias subterráneas ya estaban ricamente decoradas con pinturas de colores.
Hoy en día la gente no vive tan bajo tierra como en el pasado, cuando se escondían o huían de los enemigos. Pero algunas personas aún viven en cuevas convertidas en viviendas, con una puerta/abertura a la luz del día a nivel del suelo. Lamentablemente, se ha descubierto que quienes viven en cuevas durante mucho tiempo experimentan una incidencia inesperadamente alta de mesotelioma, una forma de cáncer. Esto se ha relacionado con la inhalación de fibras de erionita, un mineral común en las formaciones de toba.

## Galería de imágenes

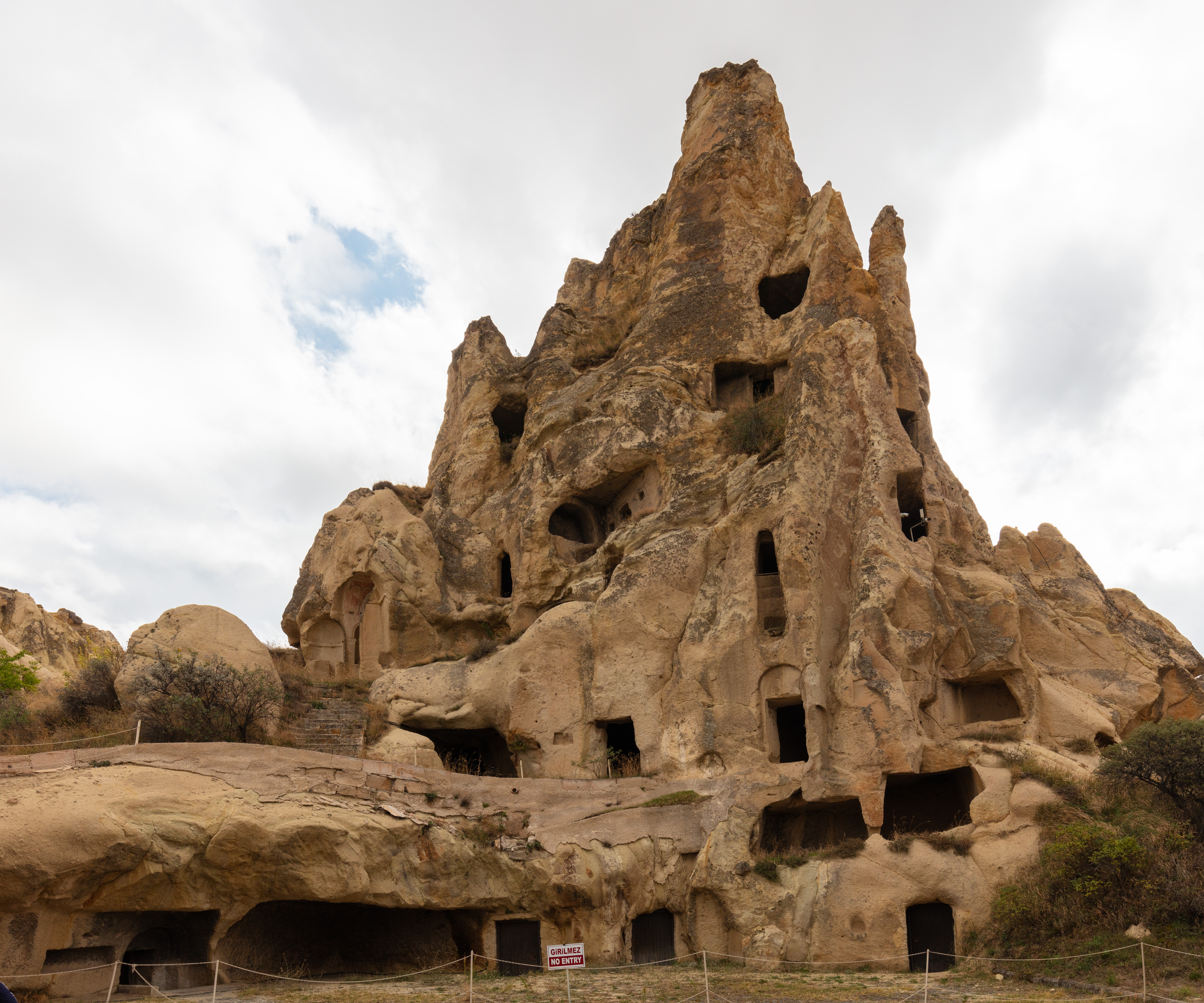
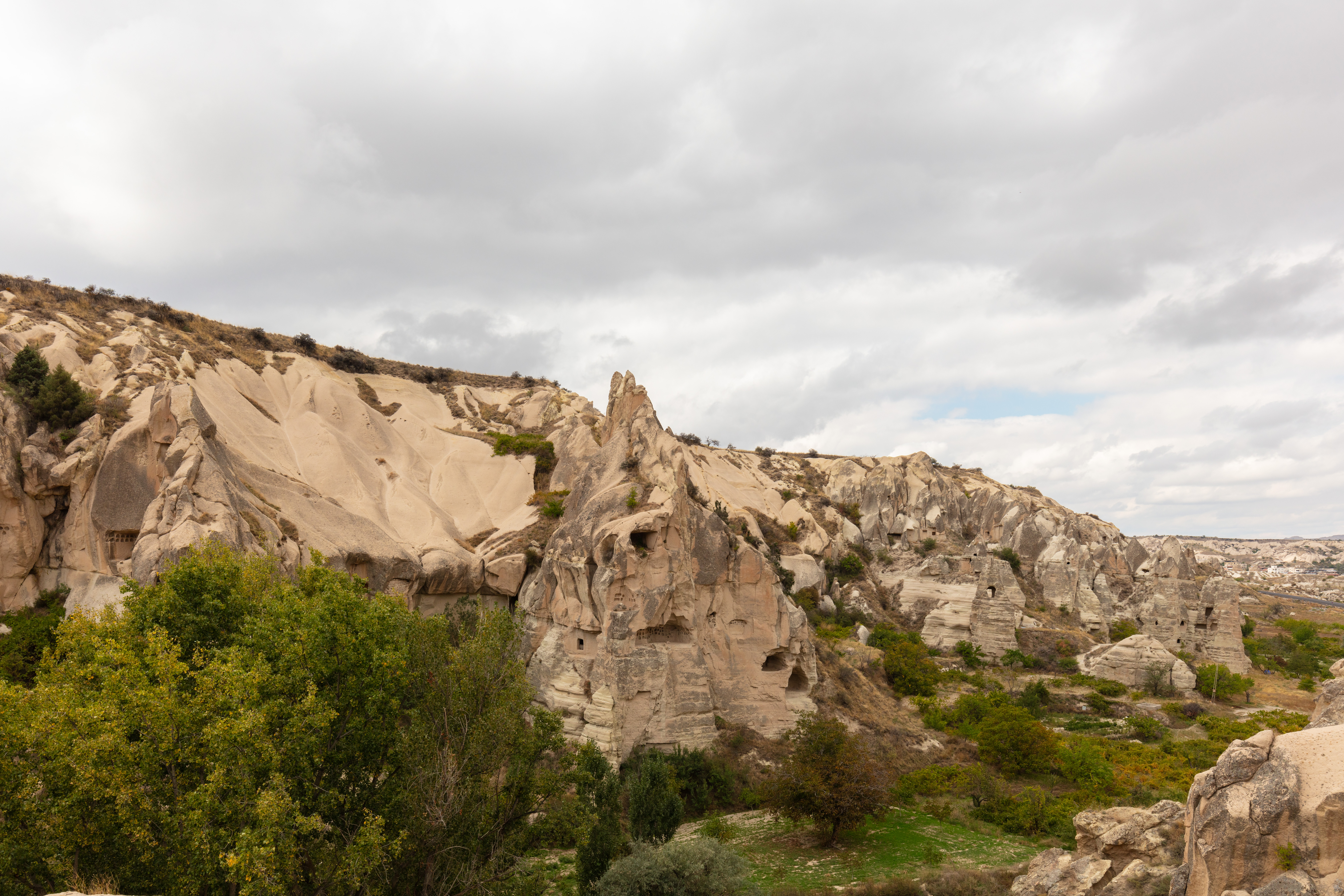
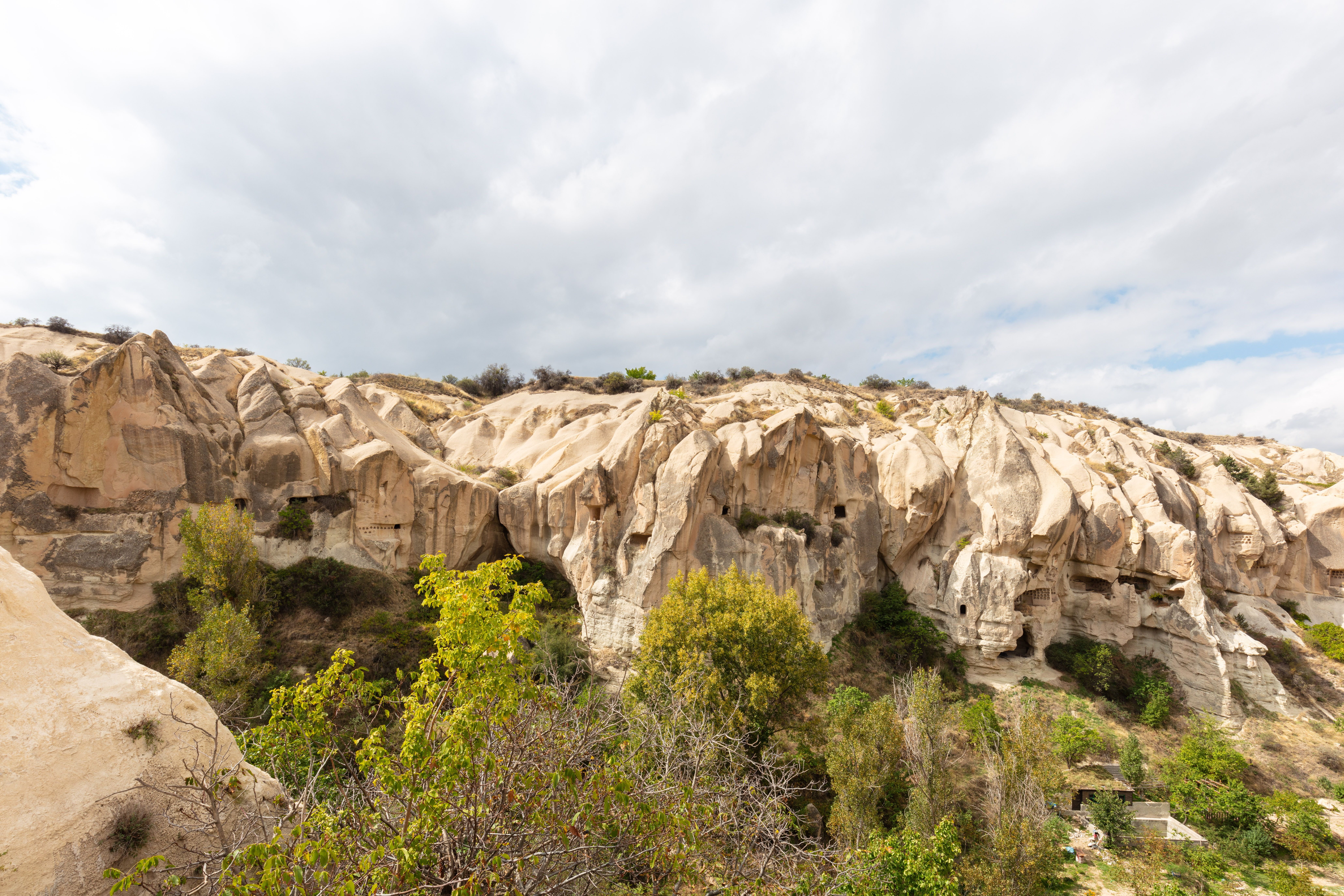
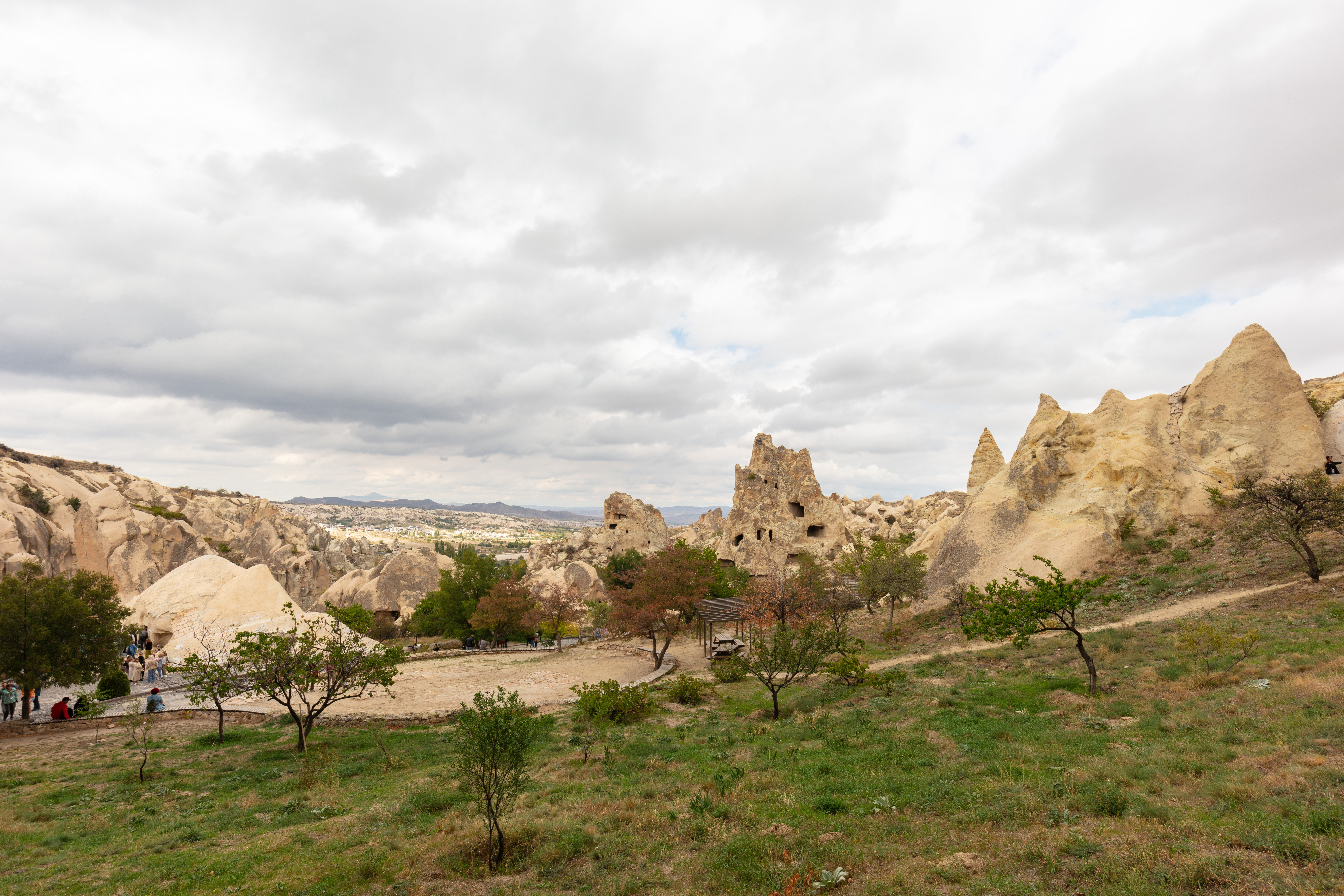
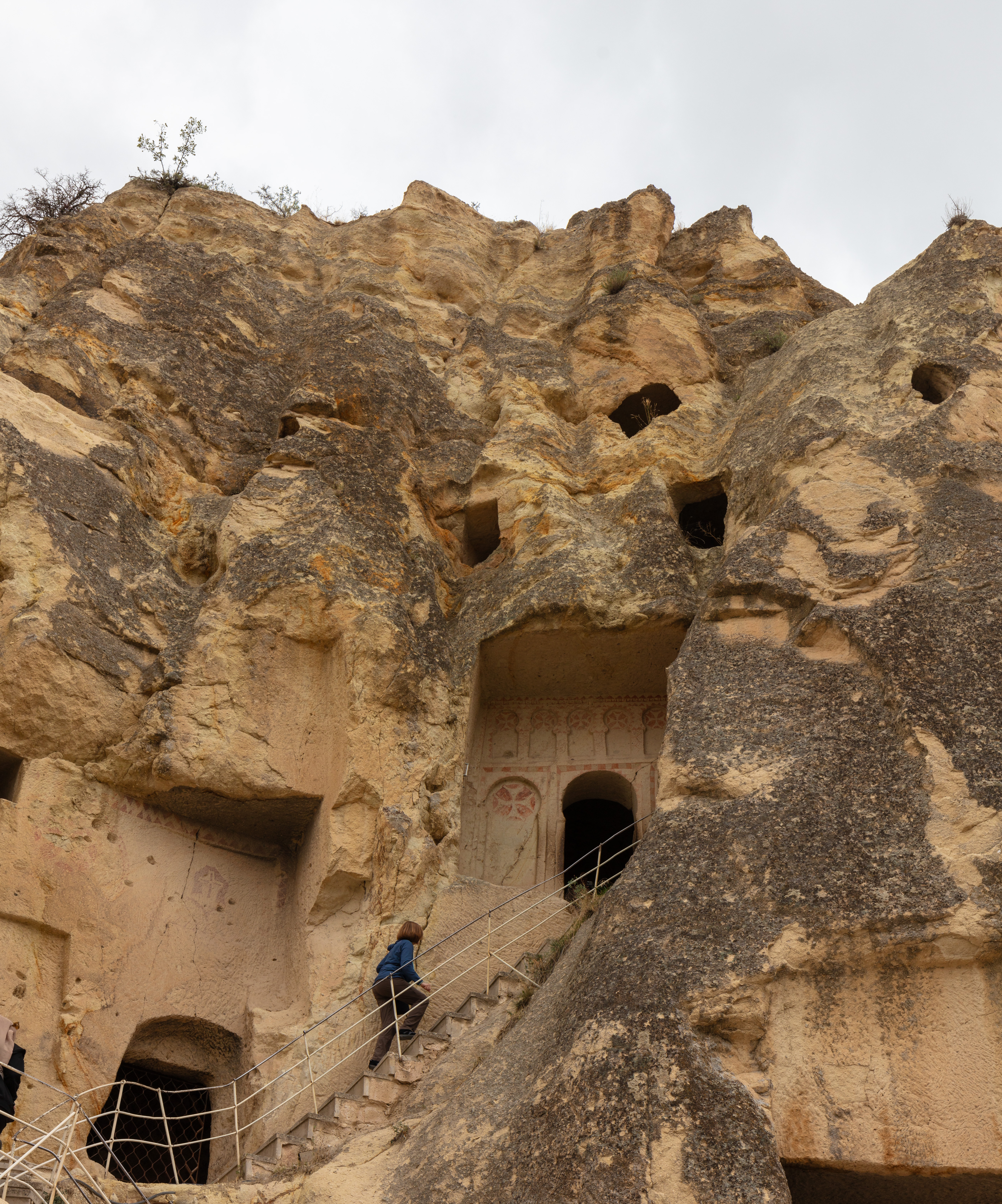
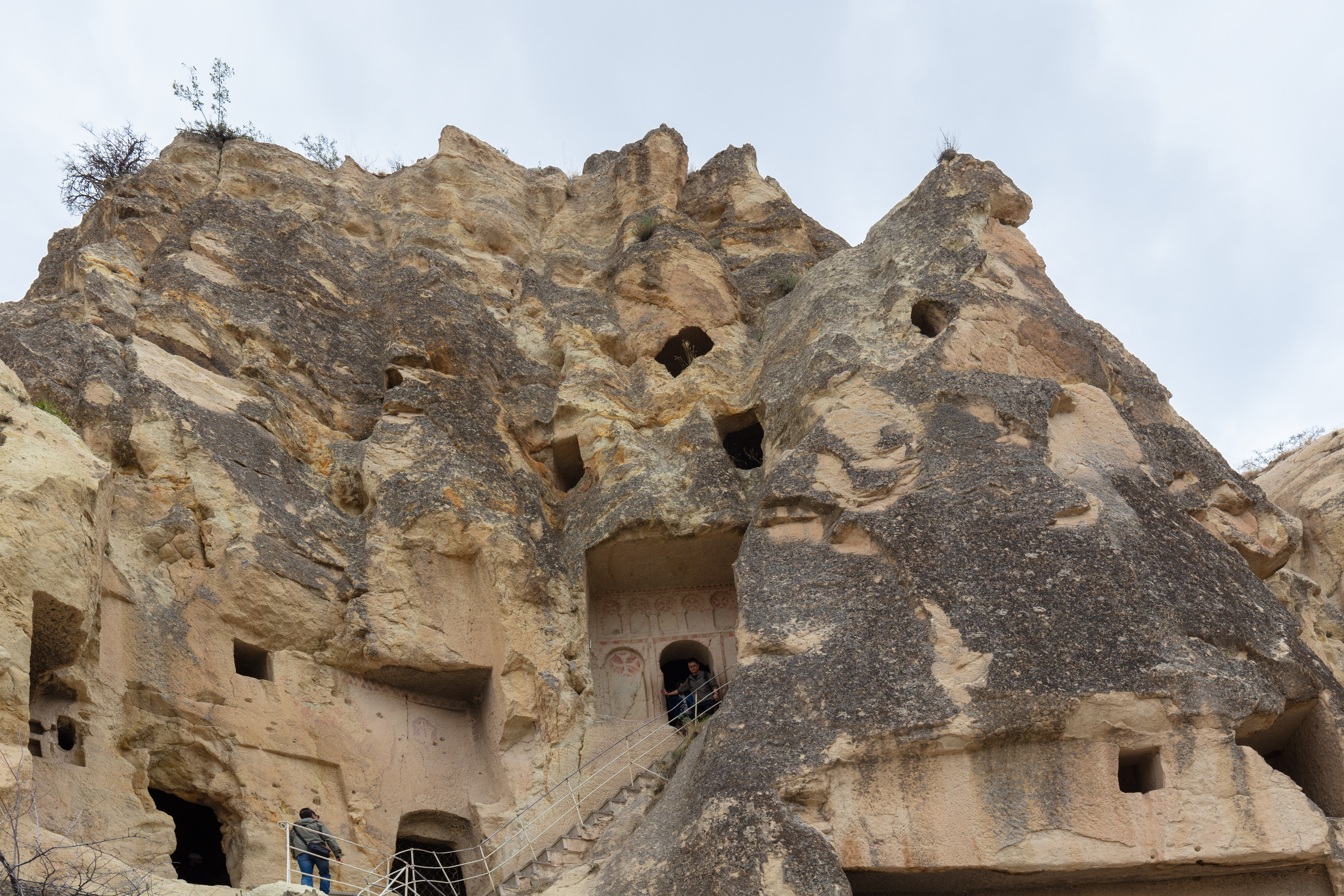
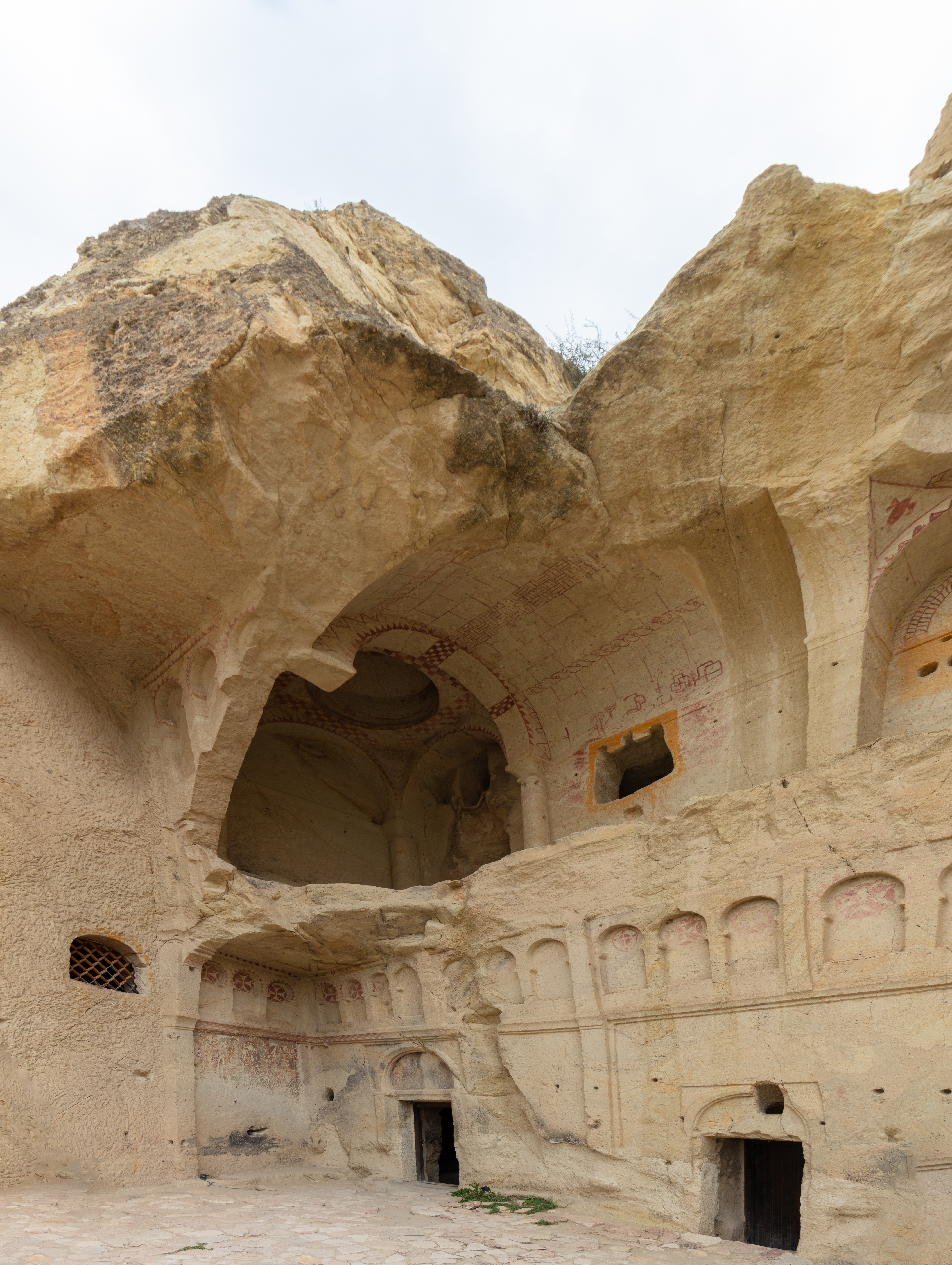
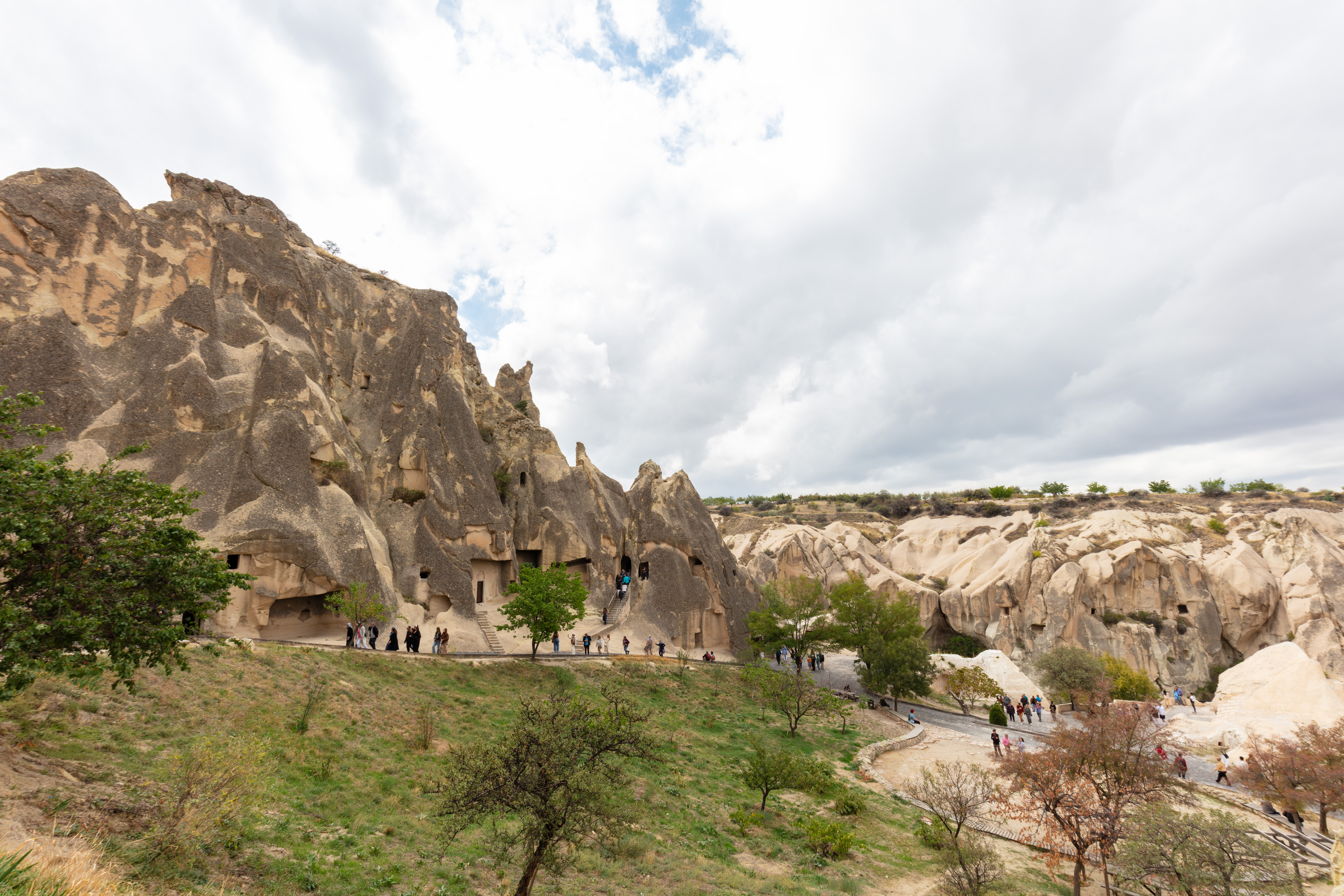
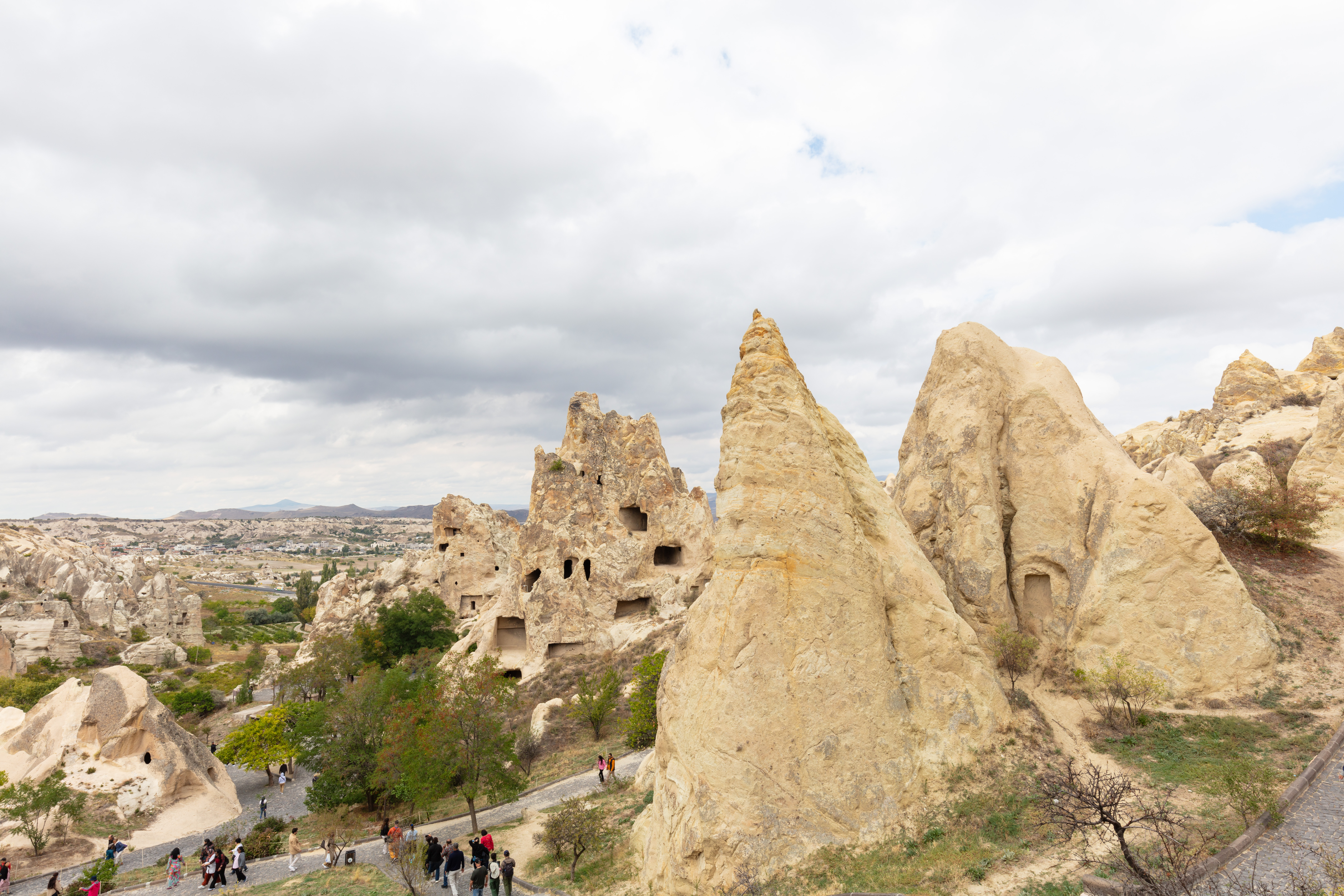
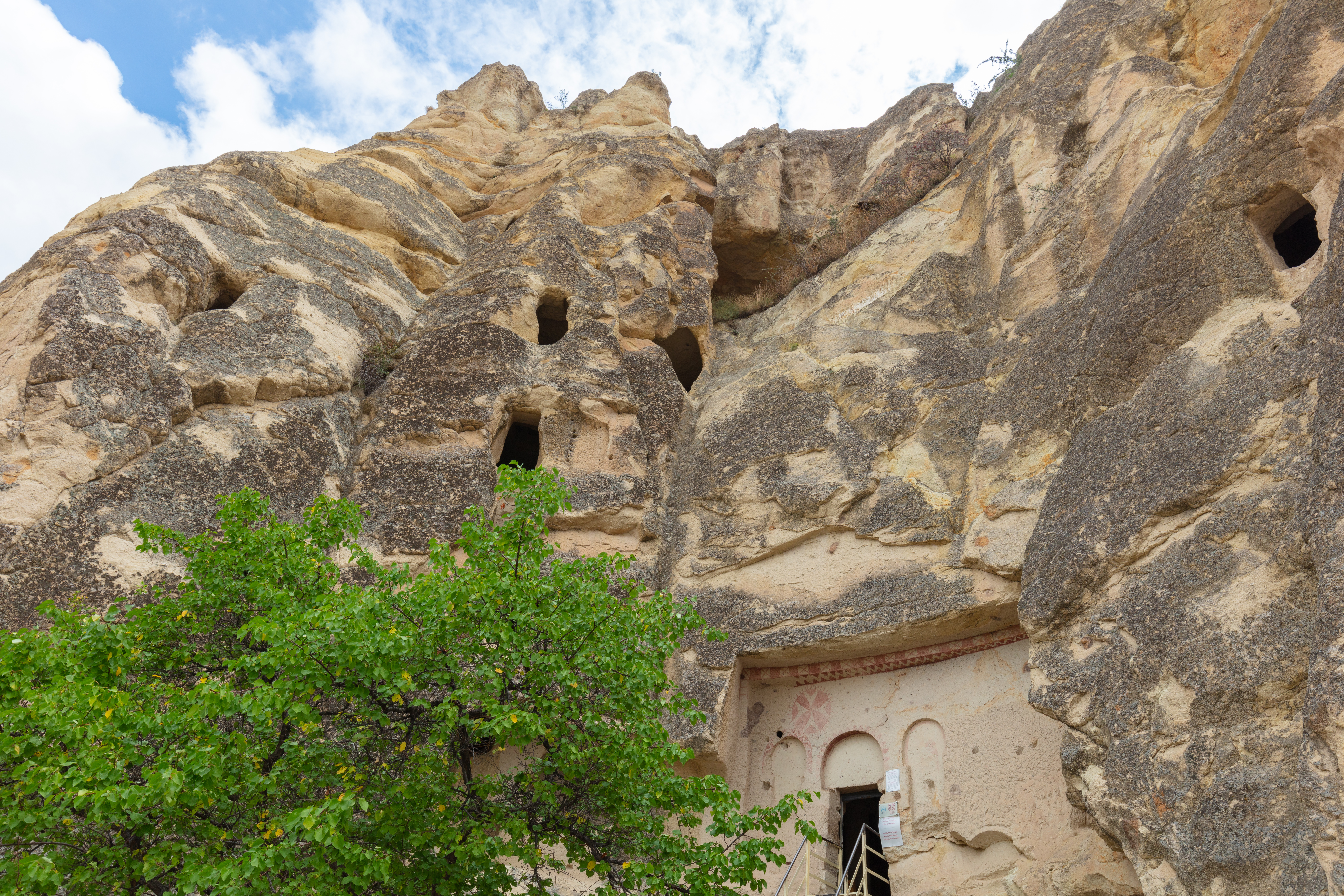
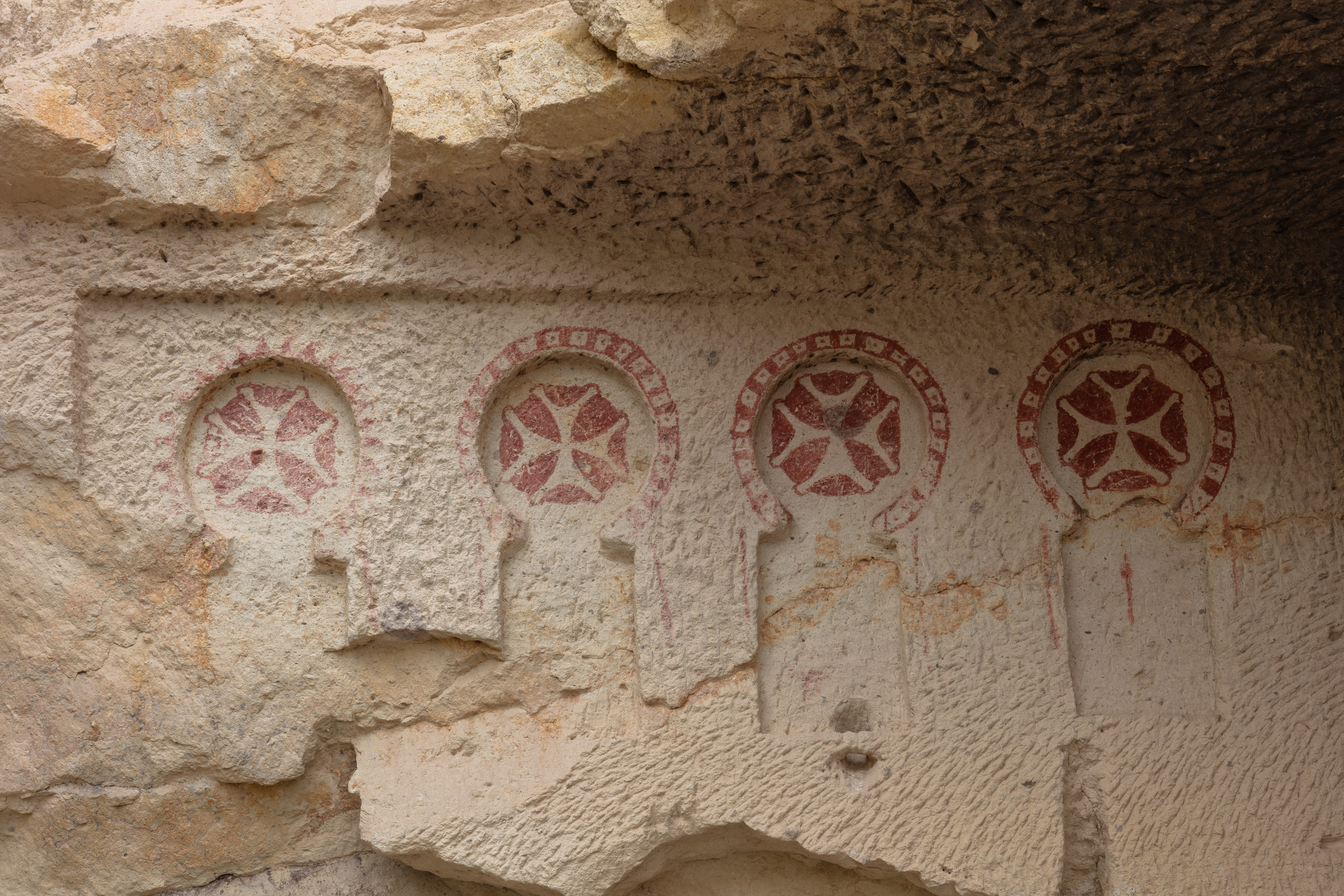
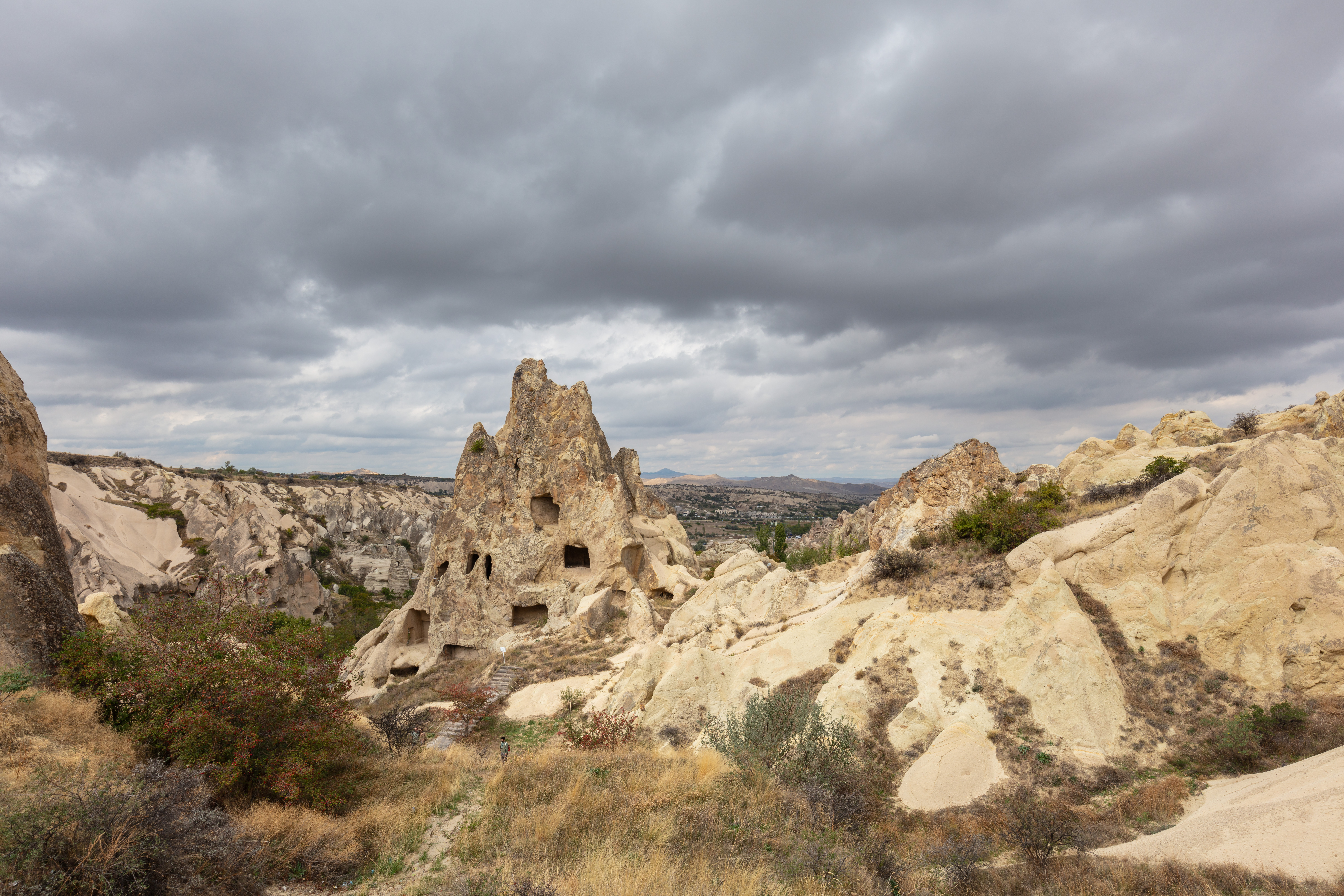
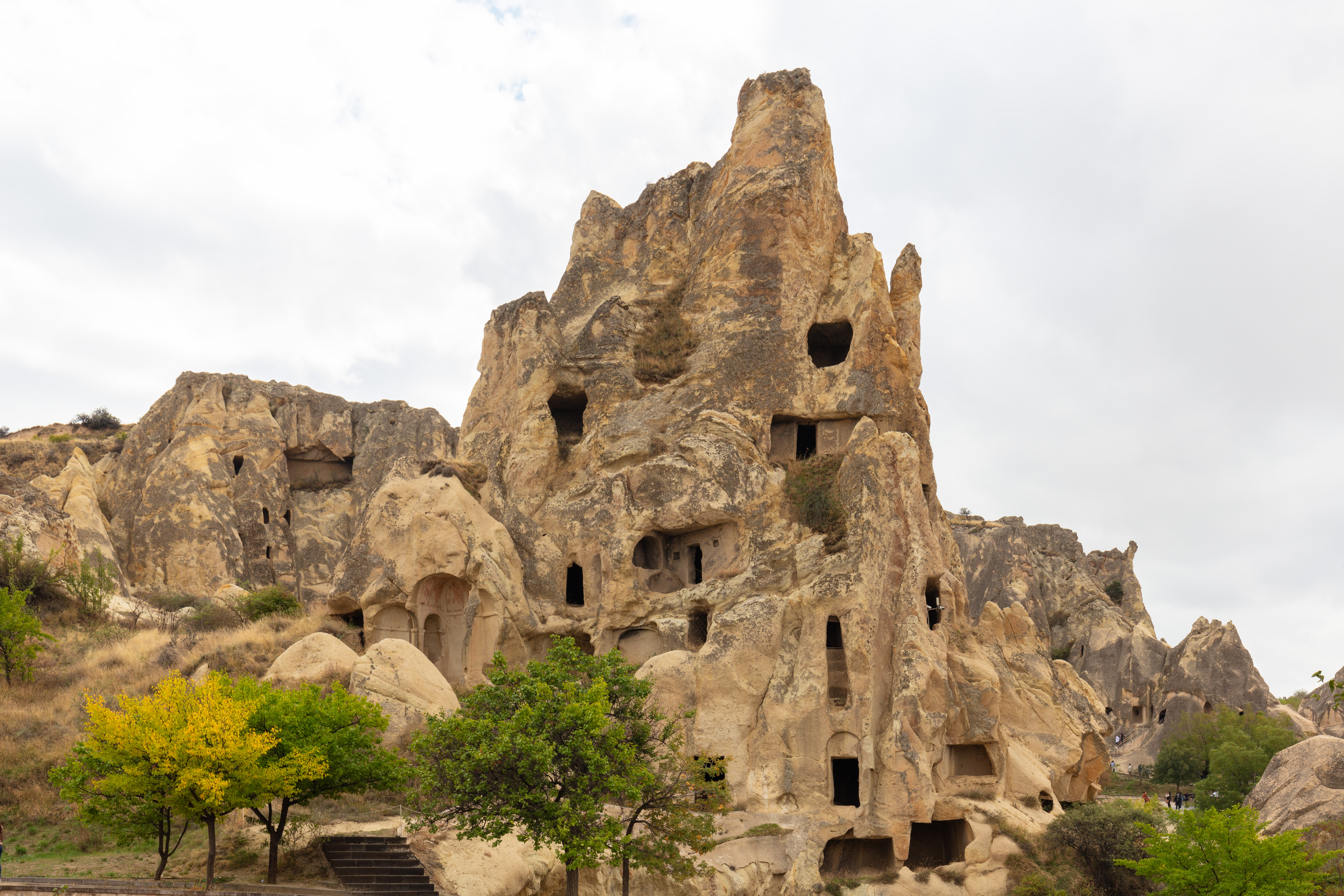
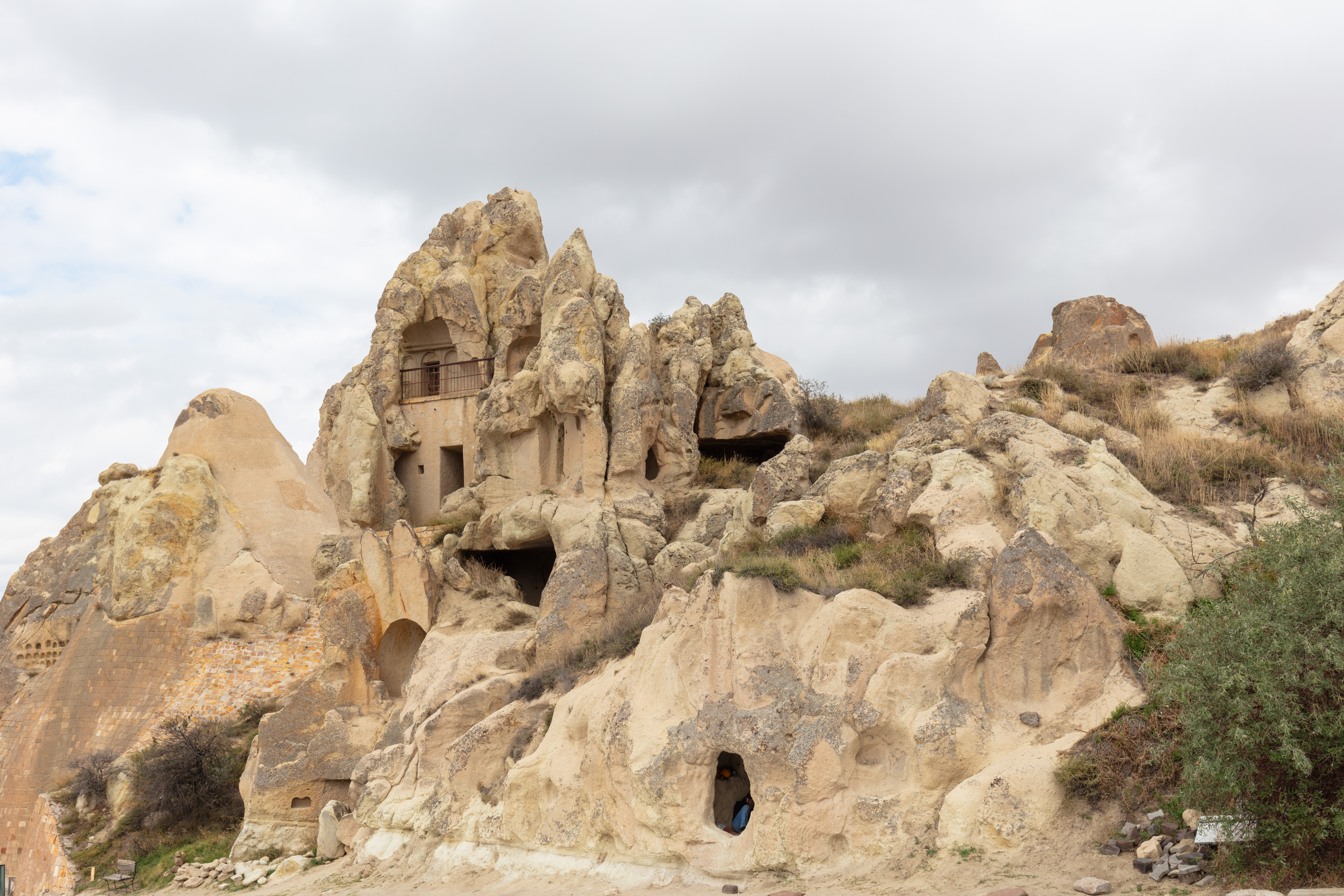

- Datos: Q620593
- Multimedia: Göreme National Park and the Rock Sites of Cappadocia / Q620593